# Dyszno
Dyszno (do 1945 niem. Ringenwalde) – wieś w Polsce, położona w województwie zachodniopomorskim, w powiecie myśliborskim, w gminie Dębno. Według danych z 2012 miejscowość liczyła 195 mieszkańców.
W latach 1975–1998 wieś administracyjnie należała do województwa szczecińskiego.
Wieś znajdowała się od ok. 1250 na terytorium powstałej Nowej Marchii. Od XV w. do I połowy XVIII w. właścicielem była rodzina von Schönebeck, posiadająca majątki w powiecie myśliborskim i chojeńskim. W latach 1766–1793 majątek należał do rodziny von Humboldt, z której pochodzili bracia Aleksander – przyrodnik i podróżnik, jeden z twórców nowoczesnej geografii, oraz Wilhelm – filozof i językoznawca. Od 1945 leży w granicach Polski.
Pośrodku wsi znajduje się kościół z XVI w., z ryglową wieżą dobudowaną w XVIII w. oraz park typu krajobrazowego, założony w XIX w. Na terenach polnych rosną zespoły drzew pomnikowych Lipy Humboldta i Dęby Humboldta o obwodach do 750 cm.

## Toponimia
Dawna nazwa niemiecka została prawdopodobnie przeniesiona z miejscowości Ringenwalde koło Strausbergu. Jest ona zlepkiem dwóch słów:
- średnio-dolno-niemieckiego ringe „mały, niski” lub rink, ringes „krąg, obwódka”, oraz
- -walde, od średnio-dolno-niemieckiego wolt „las”.

Nazwy na przestrzeni wieków: Ringenwolde 1337; Rygenwalde, Ryngenwalde 1339; Ringenwalde 1833; Ringenwalde do 1945; po 1945 Dyszno, przejściowo Deszno Kraińskie (1960).

## Położenie
Wieś położona jest 9 km na płn.-wsch. od Dębna, 14 km na płd.-zach. od Myśliborza.
Zgodnie z podziałem fizycznogeograficznym Polski według Kondrackiego teren, na którym położone jest Dyszno należy do prowincji Niżu Środkowoeuropejskiego, podprowincji Pojezierza Południowobałtyckiego, makroregionu Pojezierze Południowopomorskie oraz w końcowej klasyfikacji do mezoregionu Równina Gorzowska.

## Integralne części wsi
| SIMC    | Nazwa        | Rodzaj  |
| ------- | ------------ | ------- |
| 0179878 | Borówno      | kolonia |
| 0179884 | Przylaszczka | kolonia |

## Środowisko przyrodnicze
Założenie parkowe z wkomponowaną siecią strumyków i niewielkich stawów, z 470 starymi drzewami; zespoły drzew pomnikowych „Lipy Humboldta” (3 szt.) i „Dęby Humboldta” (18 sztuk), o obwodach do 750 cm. Występuje tu także chroniony gatunek: rokitnik zwyczajny. Środowisko jest nieskażone.

## Historia
- VIII – poł. X w. – w widłach Odry i dolnej Warty znajduje się odrębna jednostka terytorialna typu plemiennego, prawdopodobnie powiązana z plemieniem Lubuszan. Na północy od osadnictwa grupy cedyńskiej oddzielały ją puszcze mosińska (merica Massen) i smolnicka (merica Smolnitz); mieszkańcy zajmowali się gospodarką rolniczo-hodowlaną
- 960–972 – książę Mieszko I opanowuje tereny nadodrzańskie, obejmujące obręb późniejszej kasztelani cedyńskiej, ziemię kiniecką i kostrzyńską
- 1005 (lub 1007) – Polska traci zwierzchność nad Pomorzem, w tym również nad terytorium w widłach Odry i dolnej Warty
- 1112–1116 – w wyniku wyprawy Bolesława Krzywoustego, Pomorze Zachodnie uznaje zwierzchność lenną Polski
- pocz. XIII w. – obszar na północ od linii Noteci-dolnej Warty i zachód od Gwdy w dorzeczu Myśli, Drawy, środkowej Iny, stanowi część składową księstwa pomorskiego; w niewyjaśnionych okolicznościach zostaje przejęty przez księcia wielkopolskiego Władysława Laskonogiego, a następnie jego bratanka, Władysława Odonica
- 1250 – margrabiowie brandenburscy z dynastii Askańczyków rozpoczynają ekspansję na wschód od Odry; z zajmowanych kolejno obszarów powstaje z czasem Nowa Marchia
- 1320–1323 – po wygaśnięciu dynastii askańskiej, Nowa Marchia przejściowo przechodzi we władanie książąt pomorskich
- 1323 – władzę w Nowej Marchii obejmują Wittelsbachowie
- 1337 – pierwsza wzmianka w księdze ziemskiej margrabiego brandenburskiego Ludwika Starszego pod nazwą Ringenwolde, w ziemi golenickiej: Ringenwolde LXIIII, dos IIII. Frumolt de wothvick pro seruicio X, Bornim pro seruicio VIII, Raso pro seruicio V, pactus X solidos, Heyne witte habet ibidem seruicium[10] – wieś liczy 64 łany (mansos), wolne od ciężarów podatkowych są 4 łany parafialne (dos), lennikami zobowiązanym do służby konnej są Fromold Wutsik posiadający 10 łanów, Bornim z 8 łanami, Raso z 5 łanami oraz Heyne Witte (bez podania liczby łanów), pakt (pactus) płacony rycerstwu przez chłopów wynosi 10 szylingów (solidos).
- XV–1763 w. – we wsi ród von Schönebeck[11]
- 1402-1454/55 – ziemie Nowej Marchii pod rządami zakonu krzyżackiego
- 1535-1571 – za rządów Jana kostrzyńskiego Nowa Marchia staje się niezależnym państwem w ramach Świętego Cesarstwa Rzymskiego
- 1538 – margrabia Jan kostrzyński oficjalnie wprowadza na terenie Nowej Marchii luteranizm jako religię obowiązującą
- 1643 – elektor brandenburski przekazuje Dyszno w lenno von Schönebeckom (Asche Berndt, Christian i Asmus Jürge, trzej nieletni synowie Hansa von Schönebeck)[12]
- 1701 – powstanie Królestwa Prus
- 1724 – wzmianka o rodzinie von Schönebeck
- 29 sierpnia 1759 – baron Friedrich Ernst von Hollwede (ur. 12 marca 1723, zm. 26 stycznia 1765) właściciel Dyszna, Krężlina i zamku Tegel, poślubia Marie Elizabeth Colomb (ur. 8 grudnia 1741 w Berlinie), córkę Johanna Heinricha Colomba (1695–1759) z Berlina (rodzina francuskich Hugenotów z Prowansji), z którą miał syna Heinricha Friedricha Ludwiga Ferdinanda (1762–1817) i córkę (zmarłą w dzieciństwie)[13]
- 1763 – ostatni przedstawiciel rodu von Schönebeck sprzedaje Dyszno kapitanowi von Hollwede
- 27 października 1766 – Marie-Elizabeth von Hollwede, z domu Colomb, wychodzi w Berlinie za mąż za Alexandra Georga von Humboldt (ur. 22 września 1720 w Zamenz), pruskiego majora, który w ten sposób staje się właścicielem Dyszna, Krężelina i zamku Tegel
- 6 stycznia 1779 – umiera Alexander Georg von Humboldt, pochowany zostaje początkowo w kościele w Dysznie, następnie w Falkenberg niedaleko Berlina
- 1793 – majątek Dyszno kupuje starosta powiatu chojeńskiego Carl Cristoph Gottlob von Knobelsdorff z Zielina za 72 tysiące talarów, z czego 45 tysięcy talarów pozostaje do 1803 jako hipoteka nie podlegająca spłacie (niem. unkündbare Hypothek)
- 22 lipca 1796 – od Knobelsdorffa majątek nabywa poeta Franz von Kleist za 91 tysięcy talarów; zmarł on 8 sierpnia 1797, a wdowa po nim, Albertine z domu von Jungk (ur. 2 lipca 1774 w Falckenhagen (?), zm. 16 listopada 1864 w Charlottenburgu koło Berlina), wyszła w 1800 za kapitana Ferdinanda Heinricha Thomasa von Waldow (1765–1830) z Dannenwalde[potrzebny przypis], z którym miała syna Karla (ur. 7 sierpnia 1801 w Dysznie).
- 19 listopada 1796 – w Tegel umiera Maria Elizabeth von Humboldt; młodszy syn Alexander von Humboldt otrzymuje tajną hipotekę na majątku Dyszno (45 tys. talarów) oraz 8 tys. talarów na hipotece Tegel, co wraz z pozostałymi inwestycjami i gotówką dawało spadek o wartości 91 475 talarów[14]

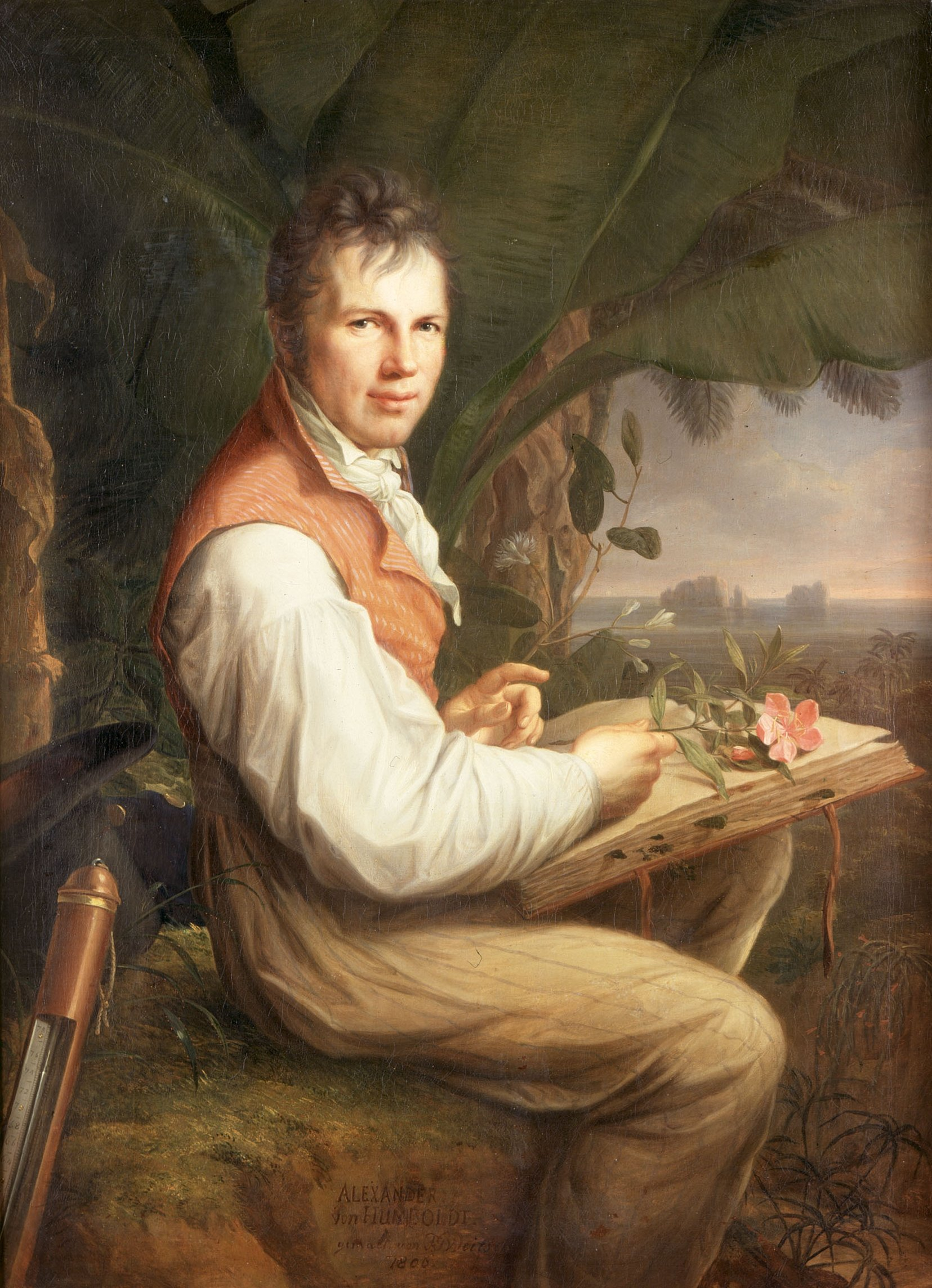
Aleksander von Humboldt, obraz Friedricha Georga Weitsch z 1806

- 1801 – właścicielem Dyszna staje się rodzina von Reede (Rhöden, Rehden)
- 1806–1807 – Nowa Marchia pod okupacją wojsk napoleońskich; na mocy traktatu w Tylży w dniu 12 lipca 1807 wojska francuskie opuszczają terytorium państwa pruskiego z wyjątkiem niektórych ważniejszych twierdz, pod warunkiem spłaty bądź zabezpieczenia nałożonej na Prusy kontrybucji wojennej
- 1807–1811 – reformy gospodarcze Steina – Hardenberga dotyczące zniesienia poddaństwa chłopów w Prusach
- 1815–1818 – reformy administracyjne Prus zmieniają strukturę Nowej Marchii; wieś należy do powiatu Myślibórz, w rejencji frankfurckiej, w prowincji brandenburskiej
- 1817 – właścicielem Dyszna staje się Blell

| Niemiecka nazwa  | Obiekt          | Położenie            | Polska nazwa | Ludność ok. 1820 | Ludność w 1852 |
| ---------------- | --------------- | -------------------- | ------------ | ---------------- | -------------- |
| Knack            | kolonia         | 0,5 km na płd.       | Przylaszczka |                  |                |
| Krummkavel       | folwark         | 3,5 km na płn.-zach. | Krężelin     | 17               | 135            |
| Wilhelminenwalde | kolonia, zakład | 1 km na płd.         | Borówno      |                  | 294            |

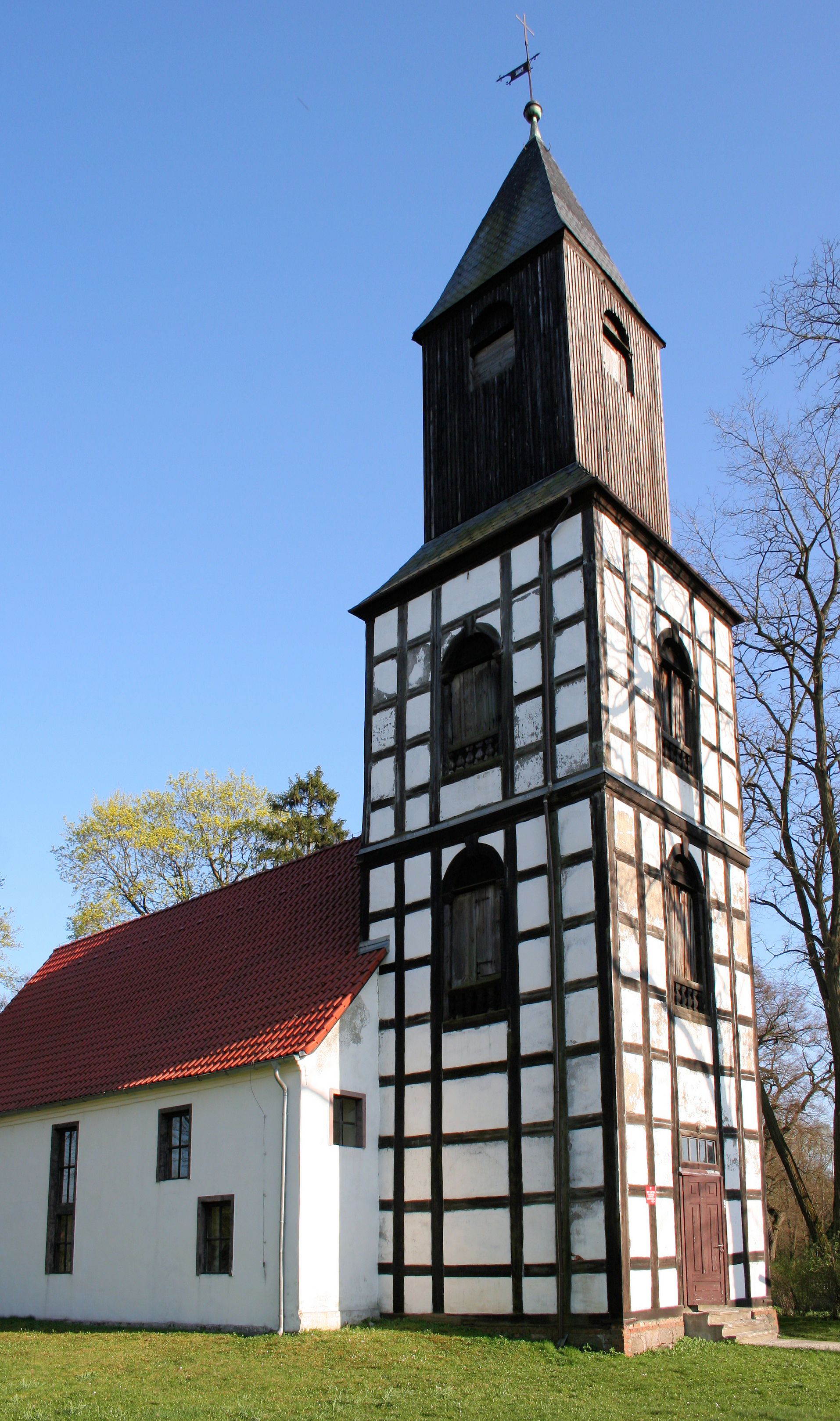
Kościół pw. św. Wojciecha

- 1821–1834 – Dyszno w rękach Johanna Carla Friedricha Köppen (ur. 27 grudnia 1782 w Berlinie, zm. 26 czerwca 1834 w Dysznie, poślubił 11 listopada 1781 Sophię Emilię z domu Zürn, będącą córką Johanna Friedricha Köppen i Anny Marii Caroline Blell)[21]; nabyte za cenę 54 tysięcy talarów[12] Dyszno pozostaje w posiadaniu rodziny Köppen do końca II wojny światowej
- 1830–1840 – zbudowano pałac
- 1834–1861 – właścicielem majątku Carl Albert Friedrich Köppen
- 1861–1905 – właścicielem majątku Otto Köppen
- 1871–1918 – Nowa Marchia w ramach zjednoczonej Drugiej Rzeszy Niemieckiej
- 1882 – oddano do użytku linię kolejową łączącą Stargard Szczeciński z Kostrzynem, która przechodziła przez Dyszno (przystanek kolejowy Dyszno, wybudowano dworzec kolejowy)
- 1905–1909 – właścicielem Paul Köppen
- 1909 – 1 poździernika 1945 – właścicielem Hans Köppen
- 1911 – wybudowano szkołę
- 3 lutego 1945 – zajęcie miejscowości przez 2 Gwardyjską Armię Pancerną 1 Frontu Białoruskiego
- 1945–1965 – działa szkoła podstawowa
- po 1945 – napływ osadników, szczególnie w 1946 z okolic Lublina i Zamościa; pierwszym sołtysem był Wł. Rusiecki spod Kielc, kolejnym Boniecki z podwarszawskiej Izbicy
- 5 stycznia 1946 – otwarto 4-klasową szkołę we wsi Różańsko, do której uczęszczali uczniowie z Różańska, Dolska, Pszczelnika, Dyszna i Ostrowca
- 1950 – zawiązano rolniczą spółdzielnię produkcyjną
- do 1965 – w Dysznie funkcjonuje 6-klasowa szkoła podstawowa
- 1965 – utworzono 7 klasę w szkole podstawowej
- 1973 – szkoła podstawowa w Dysznie staje się filią Zbiorczej Szkoły w Różańsku

| Właściciel                                | Lata         |
| ----------------------------------------- | ------------ |
| Fromold Wutsik, Bornim, Raso, Heyne Witte | 1337         |
| von Schönebeck                            | XV w. – 1763 |
| Friedrich Ernst von Hollwede              | 1763–1765    |
| Marie Elizabeth Hollwede, wdowa           | 1765–1766    |
| Alexander Georg von Humboldt              | 1766–1779    |
| Marie Elizabeth von Humboldt, wdowa       | 1779–1793    |
| Carl Cristoph Gottlob von Knobelsdorff    | 1793–1796    |
| Franz von Kleist                          | 1796–1797    |
| Albertine von Kleist, wdowa               | 1797–1800    |
| Ferdinand Heinrich Thomas von Waldow      | 1800–1801    |
| von Reede (Roden, Rhöden, Rehden)         | 1801–1817    |
| Blell                                     | 1817–1821    |
| Köppen                                    | 1821–1945    |

## Ludność
Ludność w ostatnich 3 stuleciach (wieś i majątek):

## Gospodarka
Struktura działalności gospodarczej na 31.12.2005:
| Dział     | Ilość |
| --------- | ----- |
| Produkcja | 0     |
| Transport | 0     |
| Handel    | 1     |
| Usługi    | 0     |

W Dysznie funkcjonują 53 gospodarstwa rolne o łącznej powierzchni 225 ha, nastawione na produkcję zbóż (jęczmień, pszenżyto, żyto, pszenica) oraz na hodowlę trzody chlewnej i bydła. Przeważają gleby klasy IIIb i IVa.
Powierzchnia gospodarstw:
| Pow. w ha | Ilość |
| --------- | ----- |
| 1-5       | 13    |
| 5-10      | 3     |
| 10-15     | 3     |
| 15-20     | 1     |
| 20-50     | 3     |
| >50       | 30    |

## Organizacje i instytucje
- Sołectwo Dyszno – ogół mieszkańców wsi Dyszno, Borówno, Przylaszczka stanowi Samorząd Mieszkańców Sołectwa
- wszystkie instytucje znajdują się w Dębnie

## Edukacja
Dzieci uczęszczają do Szkoły Podstawowej w Różańsku, młodzież do Gimnazjum Publicznego w Smolnicy. Najbliższe biblioteki znajdują się w Różańsku i Warnicach.

## Atrakcje turystyczne

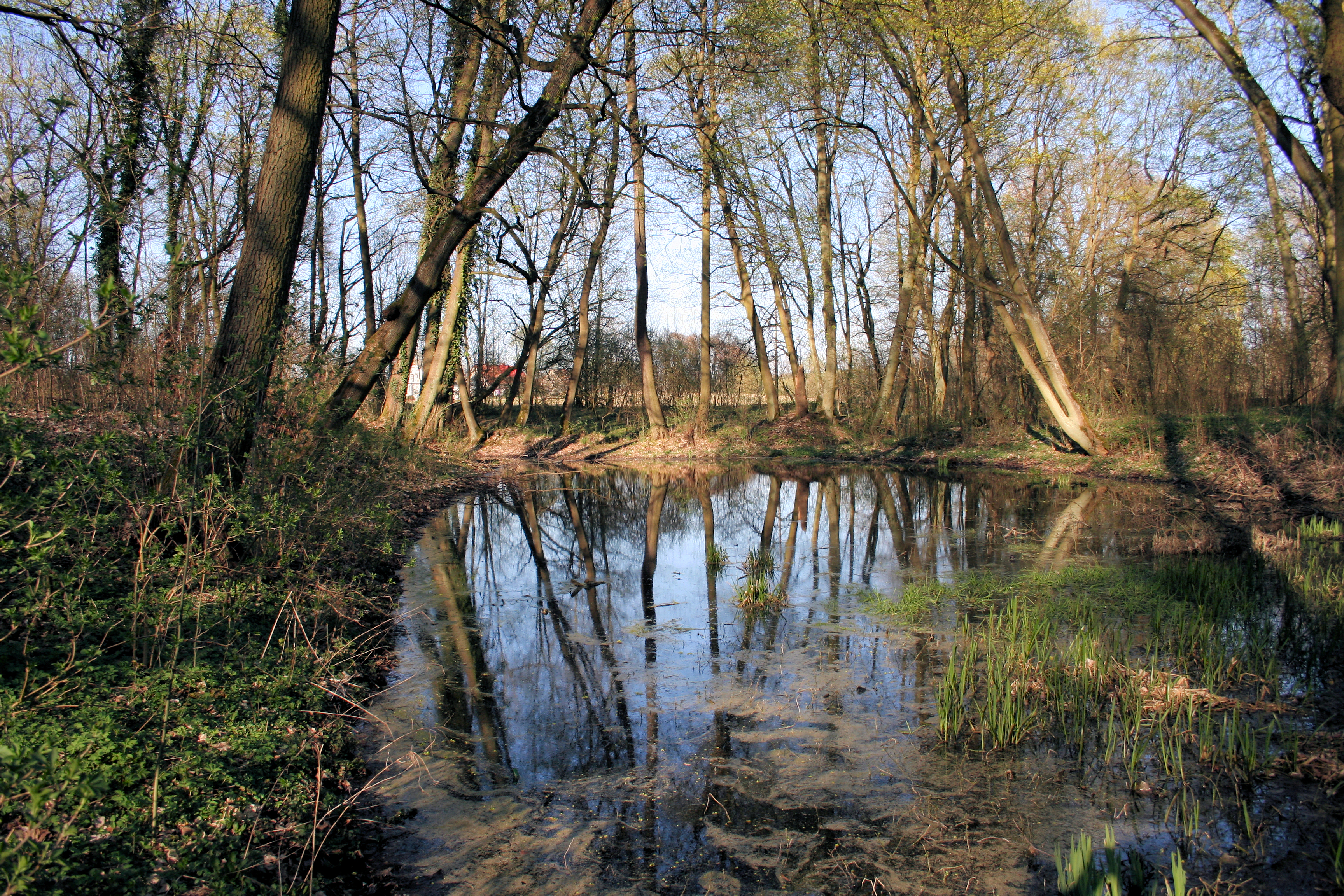
Park typu krajobrazowego z XIX w., staw

- Kościół pw. św. Wojciecha – zbudowany został w XVI w., salowy na planie prostokąta, od strony zachodniej znajduje się czworoboczna ryglowa wieża z dwiema kondygnacjami o nadbudowie drewnianej, dobudowana w XVIII w. Trzeci, drewniany człon wieży zwieńczony jest stożkowym hełmem. Kościół został znacznie zniszczony w 1945, odbudowany w latach 1968–1975. Wewnątrz znajduje się drewniany ołtarz ambonowy z 1725, polichromowany ze złoceniami; na ścianie ołtarzowej współczesne freski nawiązujące formą i tematyką do Drzwi Gnieźnieńskich.
- Pozostałości pałacu – pałac zbudowany został w latach 1830–1840, wielokrotnie przebudowywany. Od lat 50. XX w. należał do PGR Chłopowo. Rozebrany w latach 80. XX w., widoczne są tylko częściowe pozostałości fundamentów. Wpisany do rejestru zabytków pod nr 556 z 17.01.1966[26].
- Park typu krajobrazowego – założony w XIX w., powierzchnia 8 ha; z dużymi polanami oraz łąką parkową położona w otoczeniu dębów we wschodniej części parku. Zachowany w pierwotnych granicach, jednak układ dróg, kwater oraz wnętrz parkowych znacznie zatarty. W części płn.-zach. oraz wsch. znajdują się 2 dawne stawy parkowe. Zachowana została łąka parkowa z obsadzeniem złożonym z wiekowych dębów, a także rowy melioracyjne stanowiące granice założenia od strony południowej i wschodniej. Starodrzew w większej części zachowany (ok. 470 drzew), na uwagę zasługują cztery dęby szypułkowe w odmianie stożkowej rosnące w rzędzie równolegle do nieistniejącej ściany pałacu oraz buk pospolity odm. zwisającej. Na terenach polnych za wschodnią granicą parku rosną imponujące okazy pomnikowe, w tym zespoły drzew pomnikowych Lipy Humboldta i Dęby Humboldta – drzewa o obwodzie do 750 cm. Wpisany do rejestru zabytków pod nr 226 z 10.11.1977[26].
- 4 lipy – przy drodze do Krężelina, pomniki przyrody
- Przez Dyszno przebiegają szlaki turystyczne:  „Wokół Dębna”.
- 3 km na wschód-południowy wschód rezerwat przyrody „Czapli Ostrów” na jeziorze ostrowieckim.